# Le Mariage de ma meilleure amie (téléfilm, 2010)
Ne doit pas être confondu avec Le Mariage de ma meilleure amie (téléfilm, 2017) de Mel Damski
Le Mariage de ma meilleure amie (Shadow Island Mysteries: Wedding for One) est un téléfilm canadien réalisé par Gary Yates, diffusé au Canada le 5 mai 2010 et en France le 7 mars 2011

## Synopsis
Claire, une jeune fille passionnée d'énigmes, gère un gîte sur une île. Sa meilleure amie, Monica, doit y célébrer son mariage. La nervosité de la future mariée contraste avec la désinvolture de son fiancé, Danny, qui ne pense qu'à s'amuser et conter fleurette à Claire. Après une fête très arrosée, Monica parvient à convaincre son amie de téléphoner à son ex-petit ami, Jeff, et à l'inviter à son mariage. La veille du mariage, Jeff croise Danny en forêt et le frappe l'ayant surpris en train d'essayer d'embrasser Claire. Il court au gîte chercher Claire pour lui demander de l'aider à le ramener, mais lorsqu'ils arrivent sur place, il n'est plus là...

## Fiche technique
- Titre original : Shadow Island Mysteries: Wedding for One
- Titre français : Le Mariage de ma meilleure amie
- Réalisation : Gary Yates
- Scénario : Alex Galatis et Paula J. Smith
- Décors : Larry Spittle
- Costumes : Maureen Petkau
- Photographie : Michaël Marshall
- Montage : Roslyn Kalloo
- Musique : Alex Khaskin
- Pays d'origine :  Canada
- Langue originale : anglais
- Format : couleur
- Genre : comédie romantique, fantastique
- Durée : 100 minutes

## Distribution
- Jennifer Finnigan : Claire La Foret
- Natalie Brown : Monica Johnson
- Shaun Benson : Jeff Doyle
- James Thomas : Danny LaBelle
- Theresa Joy : Tracey
- Peter Mooney : Sam LaBelle
- Ross McMillan : le révérend Davis
- Sarah Constible : Anna, la serveuse
- John B. Lowe : le père de Monica
- Darren Ross : l'officier